# Pardosa cayennensis
Pardosa cayennensis är en spindelart som först beskrevs av Władysław Taczanowski 1874.  Pardosa cayennensis ingår i släktet Pardosa och familjen vargspindlar.
Artens utbredningsområde är Franska Guyana. Inga underarter finns listade i Catalogue of Life.